# Coupe du monde de baseball 1986
La Coupe du monde de baseball 1986 est la 29e édition de cette épreuve mettant aux prises les meilleures sélections nationales. La phase finale s'est tenue du 19 juillet au 2 août 1986 aux Pays-Bas.

## Format du tournoi
Les douze équipes participantes jouent les unes contre les autres dans une poule unique. Si une équipe mène de plus de 10 points après le début de la 7e manche, le match est arrêté (mercy rule).

## Classement final
| Pl.                | Sélection              |
| ------------------ | ---------------------- |
| Médaille d'or      | Cuba                   |
| Médaille d'argent  | Corée du Sud           |
| Médaille de bronze | Taïwan                 |
| 4                  | États-Unis             |
| 5                  | Japon                  |
| 6                  | Italie                 |
| 7                  | Venezuela              |
| 8                  | Porto Rico             |
| 9                  | Pays-Bas               |
| 10                 | Colombie               |
| 11                 | Antilles néerlandaises |
| 12                 | Belgique               |

## Résultats

### Tableau de résultats
| Cuba                   | 21-3 | 15-3 | 11-0 | 12-1 | 11-1 | 9-3  | 15-5 | 4-2 | 11-0 | 3-4 | 10-2 |
| Corée du Sud           | 26-2 | 14-4 | 3-6  | 12-2 | 5-4  | 11-2 | 14-8 | 3-2 | 4-10 | 1-0 | -    |
| Taïwan                 | 16-0 | 5-0  | 17-1 | 5-6  | 1-0  | 4-5  | 9-5  | 5-4 | 7-6  | -   | -    |
| États-Unis             | 19-0 | 10-2 | 18-2 | 4-3  | 3-0  | 4-1  | 3-5  | 1-4 | -    | -   | -    |
| Japon                  | 13-1 | 3-5  | 15-3 | 6-4  | 2-5  | 9-1  | 3-0  | -   | -    | -   | -    |
| Italie                 | 17-0 | 9-4  | 13-3 | 9-4  | 6-9  | 10-8 | -    | -   | -    | -   | -    |
| Venezuela              | 5-2  | 14-7 | 11-3 | 7-5  | 6-9  | -    | -    | -   | -    | -   | -    |
| Porto Rico             | 15-2 | 2-3  | 9-3  | 2-3  | -    | -    | -    | -   | -    | -   | -    |
| Pays-Bas               | 6-2  | 10-5 | 5-3  | -    | -    | -    | -    | -   | -    | -   | -    |
| Colombie               | 6-5  | 4-3  | -    | -    | -    | -    | -    | -   | -    | -   | -    |
| Antilles néerlandaises | 1-4  | -    | -    | -    | -    | -    | -    | -   | -    | -   | -    |

### Classement
| Pl. | Équipe                 | J  | V  | D  | PM  | PC  | %    |
| --- | ---------------------- | -- | -- | -- | --- | --- | ---- |
| 1   | Cuba                   | 11 | 10 | 1  | 122 | 24  | .909 |
| 2   | Corée du Sud           | 11 | 8  | 3  | 95  | 50  | .727 |
| 3   | Taïwan                 | 11 | 8  | 3  | 73  | 31  | .727 |
| 4   | États-Unis             | 11 | 7  | 4  | 78  | 39  | .636 |
| 5   | Japon                  | 11 | 6  | 5  | 63  | 32  | .545 |
| 6   | Italie                 | 11 | 6  | 5  | 87  | 72  | .545 |
| 7   | Venezuela              | 11 | 5  | 6  | 63  | 73  | .455 |
| 8   | Porto Rico             | 11 | 5  | 6  | 56  | 45  | .455 |
| 9   | Pays-Bas               | 11 | 5  | 6  | 49  | 67  | .455 |
| 10  | Colombie               | 11 | 3  | 8  | 34  | 110 | .273 |
| 11  | Antilles néerlandaises | 11 | 2  | 9  | 37  | 90  | .182 |
| 12  | Belgique               | 11 | 1  | 10 | 21  | 145 | .091 |

J : rencontres jouées, V : victoires, D : défaites, PM : points marqués, PC : points concédés, % : pourcentage de victoire.